# Liste der Bodendenkmäler in Uffenheim
Auf dieser Seite sind die Bodendenkmäler in der mittelfränkischen Stadt Uffenheim zusammengestellt. Diese Tabelle ist eine Teilliste der Liste der Bodendenkmäler in Bayern. Grundlage ist die Bayerische Denkmalliste, die auf Basis des Bayerischen Denkmalschutzgesetzes vom 1. Oktober 1973 erstmals erstellt wurde und seither durch das Bayerische Landesamt für Denkmalpflege geführt wird. Die folgenden Angaben ersetzen nicht die rechtsverbindliche Auskunft der Denkmalschutzbehörde.

## Bodendenkmäler der Stadt Uffenheim

### Gemarkung Adelhofen
| Lage                 | Objekt                   | Akten-Nr.     | Bild |
| -------------------- | ------------------------ | ------------- | ---- |
| Adelhofen (Standort) | Siedlung der Latènezeit. | D-5-6427-0069 |      |

### Gemarkung Brackenlohr
| Lage                   | Objekt                                                                                                   | Akten-Nr.     | Bild |
| ---------------------- | --- | ------------- | ---- |
| Brackenlohr (Standort) | Siedlung vor- und frühgeschichtlicher Zeitstellung.                                                      | D-5-6426-0080 |      |
| Brackenlohr (Standort) | Siedlung der Urnenfelderzeit.                                                                            | D-5-6427-0091 |      |
| Brackenlohr (Standort) | Siedlung des Neolithikums und der Urnenfelderzeit.                                                       | D-5-6427-0094 |      |
| Brackenlohr (Standort) | Siedlung der Urnenfelderzeit.                                                                            | D-5-6427-0095 |      |
| Brackenlohr (Standort) | Siedlung der Hallstattzeit.                                                                              | D-5-6427-0097 |      |
| Brackenlohr (Standort) | Siedlung vor- und frühgeschichtlicher Zeitstellung.                                                      | D-5-6427-0100 |      |
| Brackenlohr (Standort) | Grabenwerk vor- und frühgeschichtlicher Zeitstellung.                                                    | D-5-6427-0101 |      |
| Brackenlohr (Standort) | Siedlung des Neolithikums, der Bronzezeit, Hallstatt- und Latènezeit sowie Gräber der späten Bronzezeit. | D-5-6427-0134 |      |
| Brackenlohr (Standort) | Siedlung der Urnenfelder-, Hallstatt- und Frühlatènezeit.                                                | D-5-6427-0185 |      |

### Gemarkung Custenlohr
| Lage                  | Objekt | Akten-Nr.     | Bild |
| --------------------- | --- | ------------- | ---- |
| Custenlohr (Standort) | Viereckschanze der jüngeren Latènezeit.                                                                                    | D-5-6427-0102 |      |
| Custenlohr (Standort) | Siedlung des Neolithikums.                                                                                                 | D-5-6427-0104 |      |
| Custenlohr (Standort) | Siedlung des Neolithikums.                                                                                                 | D-5-6427-0105 |      |
| Custenlohr (Standort) | Freilandstation des Mesolithikums und Siedlung des Neolithikums.                                                           | D-5-6427-0106 |      |
| Custenlohr (Standort) | Siedlung des Neolithikums.                                                                                                 | D-5-6427-0107 |      |
| Custenlohr (Standort) | Mittelalterliche und frühneuzeitliche Befunde im Bereich der Evangelisch-Lutherischen Pfarrkirche St. Jakob in Custenlohr. | D-5-6427-0215 |      |

### Gemarkung Equarhofen
| Lage                  | Objekt                                             | Akten-Nr.     | Bild |
| --------------------- | -------------------------------------------------- | ------------- | ---- |
| Equarhofen (Standort) | Bestattungsplatz der Hallstattzeit mit Grabhügeln. | D-5-6526-0002 |      |

### Gemarkung Langensteinach
| Lage                      | Objekt | Akten-Nr.     | Bild |
| ------------------------- | --- | ------------- | ---- |
| Langensteinach (Standort) | Siedlung vor- und frühgeschichtlicher Zeitstellung.                                                                                     | D-5-6427-0111 |      |
| Langensteinach (Standort) | Siedlung des Neolithikums sowie untertägige mittelalterliche und frühneuzeitliche Befunde der Wüstung Buch.                             | D-5-6427-0248 |      |
| Langensteinach (Standort) | Siedlung des Neolithikums. | D-5-6526-0050 |      |
| Langensteinach (Standort) | Bestattungsplatz mit Grabhügeln vorgeschichtlicher Zeitstellung.                                                                        | D-5-6526-0068 |      |
| Langensteinach (Standort) | Viereckschanze der jüngeren Latènezeit.                                                                                                 | D-5-6527-0074 |      |
| Langensteinach (Standort) | Bestattungsplatz mit Grabhügeln vorgeschichtlicher Zeitstellung.                                                                        | D-5-6527-0075 |      |
| Langensteinach (Standort) | Bestattungsplatz mit Grabhügeln vorgeschichtlicher Zeitstellung.                                                                        | D-5-6527-0076 |      |
| Langensteinach (Standort) | Mittelalterliche und frühneuzeitliche Befunde im Bereich der Evangelisch-Lutherischen Pfarrkirche St. Peter und Paul in Langensteinach. | D-5-6527-0327 |      |

### Gemarkung Neuherberg
| Lage                  | Objekt                     | Akten-Nr.     | Bild |
| --------------------- | -------------------------- | ------------- | ---- |
| Neuherberg (Standort) | Siedlung des Neolithikums. | D-5-6427-0025 |      |

### Gemarkung Rudolzhofen
| Lage                   | Objekt | Akten-Nr.     | Bild |
| ---------------------- | --- | ------------- | ---- |
| Rudolzhofen (Standort) | Mittelalterliche und frühneuzeitliche Befunde im Bereich der Evangelisch-Lutherischen Pfarrkirche Dreieinigkeit in Rudolzhofen. | D-5-6427-0273 |      |

### Gemarkung Uffenheim
| Lage                 | Objekt | Akten-Nr.     | Bild |
| -------------------- | --- | ------------- | ---- |
| Uffenheim (Standort) | Mittelalterlicher Burgstall. | D-5-6427-0070 |      |
| Uffenheim (Standort) | Siedlung des Neolithikums. | D-5-6427-0071 |      |
| Uffenheim (Standort) | Siedlung des Neolithikums. | D-5-6427-0072 |      |
| Uffenheim (Standort) | Siedlung vorgeschichtlicher Zeitstellung.                                                                                               | D-5-6427-0073 |      |
| Uffenheim (Standort) | Siedlung der römischen Kaiserzeit. | D-5-6427-0074 |      |
| Uffenheim (Standort) | Siedlung vorgeschichtlicher Zeitstellung.                                                                                               | D-5-6427-0075 |      |
| Uffenheim (Standort) | Siedlung vorgeschichtlicher Zeitstellung.                                                                                               | D-5-6427-0076 |      |
| Uffenheim (Standort) | Bestattungsplatz der Hallstattzeit. | D-5-6427-0077 |      |
| Uffenheim (Standort) | Siedlung der Urnenfelderzeit. | D-5-6427-0079 |      |
| Uffenheim (Standort) | Siedlung des Neolithikums. | D-5-6427-0083 |      |
| Uffenheim (Standort) | Siedlung des Neolithikums sowie Siedlung und Bestattungsplatz mit Brandgräbern der Metallzeiten.                                        | D-5-6427-0084 |      |
| Uffenheim (Standort) | Bestattungsplatz der Latènezeit. | D-5-6427-0086 |      |
| Uffenheim (Standort) | Siedlung vor- und frühgeschichtlicher Zeitstellung.                                                                                     | D-5-6427-0088 |      |
| Uffenheim (Standort) | Siedlung vorgeschichtlicher Zeitstellung.                                                                                               | D-5-6427-0162 |      |
| Uffenheim (Standort) | Siedlung der Urnenfelder- und Hallstattzeit.                                                                                            | D-5-6427-0180 |      |
| Uffenheim (Standort) | Siedlung der Frühlatènezeit. | D-5-6427-0188 |      |
| Uffenheim (Standort) | Mittelalterliche und frühneuzeitliche Stadt Uffenheim.                                                                                  | D-5-6427-0259 |      |
| Uffenheim (Standort) | Mittelalterliche und frühneuzeitliche Befunde im Bereich der mittelalterlichen Stadtbefestigung von Uffenheim.                          | D-5-6427-0260 |      |
| Uffenheim (Standort) | Mittelalterliche und frühneuzeitliche Befunde im Bereich der ehemalige Wasserburg und des ehemaligen Schlosses von Uffenheim.           | D-5-6427-0261 |      |
| Uffenheim (Standort) | Mittelalterliche und frühneuzeitliche Befunde im Bereich der Evangelisch-Lutherischen Stadtpfarrkirche St. Johannis d. T. in Uffenheim. | D-5-6427-0263 |      |
| Uffenheim (Standort) | Mittelalterliche und frühneuzeitliche Befunde im Bereich der Evangelisch-Lutherischen Spitalkirche in Uffenheim.                        | D-5-6427-0264 |      |
| Uffenheim (Standort) | Frühneuzeitliche Befunde im Bereich der Evangelisch-Lutherischen Friedhofskirche St. Jobst in Uffenheim.                                | D-5-6427-0265 |      |
| Uffenheim (Standort) | Siedlung und Bestattungsplatz des Neolithikums und der Bronzezeit.                                                                      | D-5-6427-0280 |      |

### Gemarkung Uttenhofen
| Lage                  | Objekt | Akten-Nr.     | Bild |
| --------------------- | --- | ------------- | ---- |
| Uttenhofen (Standort) | Mittelalterliche und frühneuzeitliche Befunde im Bereich der Evangelisch-Lutherischen Pfarrkirche St. Matthäus in Uttenhofen. | D-5-6427-0114 |      |
| Uttenhofen (Standort) | Siedlung vor- und frühgeschichtlicher Zeitstellung.                                                                           | D-5-6427-0115 |      |

### Gemarkung Wallmersbach
| Lage                    | Objekt | Akten-Nr.     | Bild |
| ----------------------- | --- | ------------- | ---- |
| Wallmersbach (Standort) | Mittelalterliche Befunde im Bereich der ehemalige Leonhardskapelle mit Friedhof.                                                                    | D-5-6426-0082 |      |
| Wallmersbach (Standort) | Mittelalterliche und frühneuzeitliche Befunde im Bereich des ehemaligen Wasserschlosses von Wallmersbach.                                           | D-5-6427-0119 |      |
| Wallmersbach (Standort) | Siedlung des Neolithikums und der Hallstattzeit. | D-5-6427-0120 |      |
| Wallmersbach (Standort) | Siedlung des Neolithikums, der Urnenfelder- und Latènezeit.                                                                                         | D-5-6427-0121 |      |
| Wallmersbach (Standort) | Siedlung der Latènezeit. | D-5-6427-0123 |      |
| Wallmersbach (Standort) | Siedlung vorgeschichtlicher Zeitstellung. | D-5-6427-0170 |      |
| Wallmersbach (Standort) | Grabhügel vorgeschichtlicher Zeitstellung. | D-5-6427-0210 |      |
| Wallmersbach (Standort) | Mittelalterliche und frühneuzeitliche Befunde im Bereich der Evangelisch-Lutherischen Pfarrkirche St. Maria Magdalena und Bernhard in Wallmersbach. | D-5-6427-0276 |      |

### Gemarkung Welbhausen
| Lage                  | Objekt | Akten-Nr.     | Bild |
| --------------------- | --- | ------------- | ---- |
| Welbhausen (Standort) | Siedlung des Neolithikums und der Latènezeit.                                                                               | D-5-6427-0124 |      |
| Welbhausen (Standort) | Siedlung des Neolithikums.                                                                                                  | D-5-6427-0125 |      |
| Welbhausen (Standort) | Siedlung des Neolithikums.                                                                                                  | D-5-6427-0126 |      |
| Welbhausen (Standort) | Siedlung der Hallstattzeit.                                                                                                 | D-5-6427-0127 |      |
| Welbhausen (Standort) | Siedlung vorgeschichtlicher Zeitstellung.                                                                                   | D-5-6427-0128 |      |
| Welbhausen (Standort) | Siedlung der Hallstattzeit.                                                                                                 | D-5-6427-0129 |      |
| Welbhausen (Standort) | Siedlung der Urnenfelderzeit.                                                                                               | D-5-6427-0130 |      |
| Welbhausen (Standort) | Siedlung der Urnenfelderzeit.                                                                                               | D-5-6427-0131 |      |
| Welbhausen (Standort) | Siedlung des Neolithikums, der späten Bronzezeit und der Hallstattzeit.                                                     | D-5-6427-0132 |      |
| Welbhausen (Standort) | Siedlung des Neolithikums.                                                                                                  | D-5-6427-0136 |      |
| Welbhausen (Standort) | Siedlung vor- und frühgeschichtlicher Zeitstellung.                                                                         | D-5-6427-0139 |      |
| Welbhausen (Standort) | Siedlung der Linearbandkeramik.                                                                                             | D-5-6427-0158 |      |
| Welbhausen (Standort) | Siedlung vorgeschichtlicher Zeitstellung.                                                                                   | D-5-6427-0202 |      |
| Welbhausen (Standort) | Siedlung der Urnenfelderzeit.                                                                                               | D-5-6427-0211 |      |
| Welbhausen (Standort) | Mittelalterliche und frühneuzeitliche Befunde im Bereich der Evangelisch-Lutherischen Pfarrkirche St. Martin in Welbhausen. | D-5-6427-0213 |      |
| Welbhausen (Standort) | Siedlung der Urnenfelder- und der Hallstattzeit.                                                                            | D-5-6427-0277 |      |
| Welbhausen (Standort) | Siedlung der Hallstattzeit.                                                                                                 | D-5-6427-0278 |      |
| Welbhausen (Standort) | Siedlung der Metallzeiten.                                                                                                  | D-5-6427-0279 |      |
| Welbhausen (Standort) | Siedlung vorgeschichtlicher Zeitstellung.                                                                                   | D-5-6427-0282 |      |